# Патриарх
Патриарх (на гръцки πατριάρχης; от πατήρ – баща или отец и αρχης – ‚първенец‘, ‚вожд‘) е титла в Библията: патриарх Давид (Деяния 2,29), патриарх Авраам (Послание до евреите 7,4). Най-често като патриарси се споменават тримата праотци Исаак, Авраам и Иаков, от които произхождат началниците на 12-те Израилеви колена: „...а Исаак роди Иакова, Иаков пък – дванайсетте патриарси“ (Деяния 7,9). Тези дванайсет патриарси, синове на Иаков, са според Първа книга Мойсеева – Битие 35:22 – 26: „Синове от Лия: първенецът на Иакова Рувим, след него Симеон, Левий, Иуда, Исахар и Завулон. Синове от Рахил: Иосиф и Вениамин. Синове от Вала, Рахилина слугиня: Дан и Нефталим. Синове от Зелфа, Лиина слугиня: Гад и Асир.“
Званието „патриарх“ е най-висшето за настоятел на православна Църква и е установено на Халкидонския църковен събор през 451. Там се определя пентархията. Петте главни църкви са „старите църкви“ и те са подредени по ранг така: Рим, Константинопол, Александрия, Антиохия и Йерусалим. И след разделянето на християнската Църква при Великата схизма от 1054 г., титлата патриарх остава в йерархията на християнската Църква – в Източната „патриарх“, в Западната „папа“.
По време на Византийската империя начело на православните автокефални Църкви са стояли четирима патриарси: Константинополският, Александрийският, Антиохийският и Йерусалимският. Това се потвърждава от съвременника на Византийската империя Ибн Хурдазбих, като освен посочените той пояснява, че общият брой на патриарсите е дванадесет – шест в столицата и шест в провинциите..
Патриарси се наричат и главите на някои други християнски Църкви, например на Сирийската църква, както и някои католически епископи, например тези на Венеция.

## Православни патриарси
Вселенският патриарх е предстоятел на Цариградската патриаршия (наричана също Вселенска патриаршия).

### Канонични

#### Патриарх наБългария
По силата на византийския принцип Imperium sine Patriarcha non staret – „Царство без патриарх не бива“, на църковно-народен събор към 919 г. Българската православна църква е официално провъзгласена за автокефална, а българският архиепископ получава титлата патриарх. Според мирния договор от октомври 927 г. на цар Петър е призната титлата „василевс“ и тогава се потвърждава автокефалията на Българската църква и патриаршеският титул на нейния предстоятел Димитрий Български, според Бориловия синодик или Дамян, според Дюканжовия списък „по заповед на император Роман I Лакапин“. Дали е издаден тогава и официален църковно-канонически акт не се знае, но се предполага. Такъв акт православната патриаршия на Българската църква получава през 1235 г., благодарение на цар Иван Асен II. Търновската патриаршия е призната от всички древни Църкви – Рим, Константинопол, Александрия, Антиохия и Йерусалим. Българската патриаршия е хронологически шеста по ред.

#### Московски и на цяла Русия патриарх
Съществува от 1589 до 1721 г. и след 1917 г., пети по ранг след Йерусалимския патриарх. Първият „руски митрополит на Киев и цяла Русия“ Йона е избран на поместен Московски събор на 15 декември 1448 г. без съгласие на Цариградския патриарх. С тази дата се свързва автокефалността на Руската църква със седалище Киев до 1326 г., след това, по желание на митрополит Петър – Москва. През януари 1589 г., по желание на цар Фьодор I, поместен Московски събор избира Московския митрополит Йов за предстоятел на новосъздадената патриаршия. През 1590 г. вселенски събор в Цариград, на който участват всички патриарси, признава този избор и нов патриархат и дава на Руската църква пети ранг след Йерусалимската.

### Неканонични

#### Патриарх на Москва и цяла Русия
- глава на Руската Старо-православна Църква

#### Патриарх на Америка
- в единство със Старо-православния патриарх на Москва и цяла Русия

## Католически патриарси

### Римокатолически патриарси

#### Патриарх на Източна Индия
- титулярен патриаршески престол, свързан с архиепархията Гоа и Даман в Индия

### Източнокатолически патриарси

#### Коптски католически патриарх на Александрия
- глава на Коптската католическа църква

#### Сирийски католически патриарх на Антиохия
- глава на Сирийската католическа църква

#### Мелкитски гръцкокатолически патриарх на Антиохия
- глава на Мелкитската гръцкокатолическа църква. us него са свързани още два патриархата с малкитски гръцкокатолически обред:

##### Малкитски католически патриарх на Александрия
(в Египет)

##### Мелкитски католически патриарх на Йерусалим
(в Палестина/Израел)

#### Маронитски патриарх на Антиохия
- глава на Маронитската църква

#### Халдейски католически патриарх на Вавилон
- глава на Халдейската католическа църква

#### Арменски католически патриарх на Киликия
- глава на Арменската католическа църква